# Carolin Liepins
Carolin Liepins (* 1983 in Nürnberg) ist eine deutsche Illustratorin vorrangig von Buchcovern.

## Leben und Wirken
Liepins studierte von 2003 bis 2008 Kommunikationsdesign an der Hochschule in Augsburg. Nach ihrem Diplom hatte Liepins neben ihrer Selbständigkeit als Illustratorin bis Ende 2013 mehreren Anstellungen als Grafik-Designerin und Illustratorin in verschiedenen Werbeagenturen in München. Im darauffolgenden Jahr arbeitete sie als Artdirector bei Nele Schütz Design in München. Seit 2014 ist Liepins nur noch als selbständige Illustratorin vor allem im Bereich der Jugendliteratur für verschiedene Buchagenturen und Buchverlage tätig, wie zum Beispiel Ravensburger, Verlagsgruppe Oetinger, Thienemann-Esslinger Verlag oder direkt für selbstpublizierende Autoren. Sie lebt derzeit in München.
Sie gestaltet neben Buchcovern auch Buchillustrationen, oder als alleinige Schöpferin auch Ausmalbücher (Bücher mit Strichzeichnungen zum Ausmalen für Kinder) oder Stickerbücher (Bücher oder Hefte für Kinder mit Bildern, die mit einzelnen, meistens wieder abziehbaren Aufklebern beklebt werden können).
Für die selbstpublizierende Autorin Marah Woolf zeichnet Liepins nicht nur für die meisten Umschlaggestaltungen verantwortlich, sondern auch für diverse Fanartikel und digitale Werbeprodukte.

## Werke (Auswahl)

### Illustrationen
- 1000 Gefühle. Von THiLO, Ravensburger Verlag, Ravensburg 2016–2017. (Beispiel: 1000 Gefühle – Ferienflirt in London. ISBN 978-3-473-52574-4.)
- 1000 Gefahren. Verschiedene Autoren Ravensburger, Ravensburg 2017–2020. (Beispiel: 1000 Gefahren auf dem Tierhof – mit Psychotest. von Sonja Bullen, ISBN 978-3-473-52621-5.)
- Meine Anziehpuppen – stickern & träumen. Edition Michael Fischer, München 2019–2020. (Beispiel: Meine Anziehpuppen – stickern & träumen: Feen – 400 wiederablösbare Sticker mit tollem Glanzeffekt. ISBN 978-3-96093-620-6.)
- Anziehpuppen, Anziehpuppen-Sticker. Ullmann Medien, München 2020. (Beispiel: Prinzessinnen (Anziehpuppen, Anziehpuppen-Sticker) – Stickern und Anziehen, mit über 450 Stickern. ISBN 978-3-7415-2507-0.)
- Mein Ausmal-Stickerbuch: Traumkleider. Ravensburger Verlag, Ravensburg 2022, ISBN 978-3-473-41629-5.
- Mal deine Welt bunt! – Digital Detox mit diesem abwechslungsreichen Ausmalbuch für Jugendliche ab 12 Jahren. Loewe Verlag, Bindlach 2022, ISBN 978-3-7432-1304-3.

### Buchcover
- Lesegören. Verschiedene Autoren, Planet!, Stuttgart 2015–2017. (Beispiel: Jetzt geht´s ab, Girls! von Bianka Minte-König, ISBN 978-3-522-50516-1.)
- Pala. Von Marcel van Driel, Oetinger, Hamburg 2016. (Beispiel: Das Geheimnis der Insel. ISBN 978-3-8415-0354-1.)
- Das Reich der sieben Höfe. Von Sarah J. Maas, dtv, München 2017–2019. (Beispiel: Das Reich der sieben Höfe – Gesamtwerk. ISBN 978-3-423-74049-4.)
- FederLeicht. Von Marah Woolf, Oetinger, Hamburg 2018. (Beispiel: Wie ein Funke von Glück. ISBN 978-3-8415-0535-4.)
- Silberschwingen. Von Emily Bold, Planet!, Stuttgart 2018. (Beispiel: Silberschwingen – Erbin des Lichts. ISBN 978-3-522-50577-2.)
- AngelusSaga. Von Marah Woolf, IWD Körner, Magdeburg 2018–2019. (Beispiel: Rückkehr der Engel. ISBN 978-3-96698-369-3.)[6]
- The Curse. Von Emily Bold, Planet!, Stuttgart 2019. (Beispiel: Unendlich dein. ISBN 978-3-522-50580-2.)
- One True Queen. Von Jennifer Benkau, Ravensburger, Ravensburg 2019–2020. (Beispiel: Aus Schatten geschmiedet. ISBN 978-3-473-40184-0.)
- HexenSchwesternSaga. Von Marah Woolf, IWD Körner, Magdeburg 2020. (Beispiel: Sisters of the Stars – Von Runen und Schatten. ISBN 978-3-96698-369-3.)[7]
- AtlantisChroniken. Von Marah Woolf, IWD Körner, Magdeburg 2021–2022. (Beispiel: Krone aus Asche. ISBN 978-3-96966-759-0.)[8]
- Legend Academy. Von Nina MacKay, Ravensburger, Ravensburg 2022. (Beispiel: Fluchbrecher. ISBN 978-3-473-40217-5.)
- Four Houses of Oxford. Von Anna Savas, Ravensburger, Ravensburg 2022. (Beispiel: Brich die Regeln. ISBN 978-3-473-58618-9.)